# 소셜 스포츠
소셜 스포츠(social sports)는 한국에서는 사회체육 혹은 생활체육에 가깝게 번역 될 수 있지만 서구(미국, 영국, 호주 등)국가에서 쓰는 개념은 약간 다른면이 있다.
한국에서의 생활체육(sports for all)은 운동이나 스포츠를 생활의 일부처럼 생각하는 것으로 통용되고 있고 국민체육진흥법 제2조 제3항에 의하면 "건강 및 체력증진을 위하여 행하는 자발적이고 일상적인 체육활동"으로 설명되어 있어 엘리트체육(elite sports)과는 차별되고 사회체육(athletics in public)은 일반인을 대상으로 하는 생활체육의 개념보다 좀 더 조직적이고 체계적인 체육활동이나 단위를 말한다.
소셜스포츠라는 단어와 개념은 아직 한국에서 정확하게 정의되어 있지 않지만 미국 등 서구국가들을 예로 들어보면 일반인들이 사교(social)와 관계형성 및 여가시간 활용 등을 위한 목적으로 하는 스포츠 활동이다.
사교(social)라는 단어에는 재미(Fun), 교류(Exchange), 건강(Health), 취미(Hobby) 등이 복합적으로 들어 있다.
미국의 경우 일반인들이 퇴근 후 혹은 주말에 소셜스포츠 활동을 위해 스포츠를 할 수 있는 시설이 갖추어진 장소(스포츠센타 등)에 클럽이나 회원으로 가입한 후 함께 경기할 팀이나 파트너를 찾아 스포츠를 즐기는 곳을 소셜스포츠 클럽 혹은 소셜스포츠센타 라고 부른다.
아직까지 미국 등 서구 국가들도 이런 소셜스포츠가 크게 활성화 되지는 않았지만 최근들어 소셜미디어가 큰 인기를 끌게 되면서 소셜스포츠 역시 이러한 소셜 미디어를 통해 점차 더욱 활성화 되고 있는 추세이다. 현재 미국에는 소셜스포츠 사이트로 www.unitedsocialsports.com, www.nycsocialsportsclub.com 등 이 있고 한국에는 www.Socialsports.kr 이 있다